# Ljoedmila Keldysj
Ljoedmila Vsevolodovna Keldysj (Russisch: Людмила Всеволодовна Келдыш, Orenburg, 12 maart 1904 – Moskou, 16 februari 1976) was een Sovjet-wiskundige, gespecialiseerd in verzamelingenleer en geometrische topologie .

## Biografie
Ljoedmila Vsevolodovna Keldysj werd geboren op 12 maart 1904 in Orenburg, Rusland, als dochter van Maria Aleksandrovna (née Skvortsova) en Vsevolod Michailovitsj Keldysj. Haar familie stamde af van de Russische adel. Hoewel ze oorspronkelijk welgesteld waren kregen ze het moeilijker tijdens en na de Russische Revolutie. Omdat haar vader voor het leger werkte, verhuisde het gezin vaak. Ze woonde tussen 1905 en 1907 in Helsinki, daarna tot 1909 in Sint-Petersburg, en ze verhuisde daarna naar Riga in het gouvernement Lijfland. Vsevolod bekleedde daar een functie bij het Polytechnisch Instituut van Riga, totdat de Duitse invasie van 1915 het gezin dwong naar Moskou te vluchten, waar ze in het district Losino-ostrovsky woonden. Keldysj ging naar school en voltooide haar opleiding in Ivanovo-Voznesensk, waar het gezin in 1918 naartoe was verhuisd. Ze vervolgde haar opleiding aan de Staatsuniversiteit van Moskou en studeerde af in 1925. Tijdens haar studie sloot ze zich in 1923 aan bij de onderzoeksgroep van Nikolaj Loezin, net als Pjotr Novikov, met wie ze later trouwde. Loezin publiceerde in 1930 haar eerste wiskundige theorie, waarbij gebruik werd gemaakt van kettingbreuken van de vierde Borelverzameling.
Vanaf 1930 gaf Keldysj les aan het Moskouse Luchtvaartinstituut. In deze periode kreeg ze haar eerste zoon, Leonid Keldysj, in 1931. In 1934 verliet ze het Luchtvaartinstituut en begon les te geven aan het Instituut van de Academie van Wetenschappen van de USSR, en specialiseerde zich in verzamelingentheorieën. Datzelfde jaar trouwde ze met Novikov en publiceerde drie artikelen: Over het homeomorfisme van canonieke elementen van de 3e klasse; Over eenvoudige functies van klasse a en Over de structuur van meetbare B-functies van klasse a. Het jaar daarop begon Jozef Stalin met zijn zuiveringen en verloor Keldysj zowel een oom als een neef. Haar ouders werden allebei gearresteerd, maar later vrijgelaten. In de daaropvolgende jaren kreeg ze nog twee zonen, Andreij Petrovitsj Novikov en Sergej Petrovitsj Novikov, die beiden bekende wiskundigen zouden worden. Haar onderzoek naar Borel-sets zette ze in de tussentijd voort en in 1941 verdedigde ze haar proefschrift. Voordat ze haar diploma overhandigd kreeg, moest de familie vluchten voor de oprukkende Duitse troepen. Het grootste deel van de faculteit van het Instituut van de Academie van Wetenschappen werd als evacués beschouwd toen ze in Kazan aankwamen, maar Keldysj en haar drie zonen werden als vluchtelingen behandeld. Ze vonden samen met enkele honderden andere vluchtelingen onderdak in de sportschool van de Universiteit van Kazan, totdat Novikov arriveerde en het gezin een studentenkamer kreeg toegewezen. Novikov was ziek en moest geopereerd worden, waardoor Keldysj heen en weer moest pendelen tussen haar man in het ziekenhuis en haar kinderen.
Eind 1942 konden ze terugkeren naar Moskou. Keldysj kreeg in de tussentijd twee dochters, Nina en Jelena. Ze publiceerde in 1944 een artikel, Over de structuur van meetbare sets B, en vervolgde dit in 1945 met Open toewijzingen van A-sets. Dit vormde een keerpunt in haar werk. In 1945 kon ze eindelijk ook haar proefschrift publiceren en vanaf dat moment concentreerde haar werk zich meer op de geometrische topologie. Van het midden van de jaren veertig tot de jaren zestig bleef ze publiceren. Keldysj's onderzoek werd in deze periode herhaaldelijk geëerd en ze ontving de Orde van de Rode Vlag van Arbeid, de Orde van Moederlijke Glorie in de 2e graad en in 1958 ontving ze de prijs van het Presidium van de Opperste Sovjet. In 1964 werd Keldysj benoemd tot hoogleraar aan de Staatsuniversiteit van Moskou. In 1966 publiceerde ze het boek Topologische inbeddingen in de Euclidische ruimte. Ze gaf les aan de universiteit tot 1974. Ze nam ontslag uit protest tegen de uitzetting van een van haar studenten. Novikov werd in die tijd ziek en stierf in januari 1975. Zijzelf stierf 13 maanden later, op 16 februari 1976 in Moskou.
Een van haar doctoraatsstudenten was Aleksej Tsjernavski.